# Gamal El Amir
Gamal El Amir ist ein ehemaliger ägyptischer Squashspieler.

## Karriere
Gamal El Amir war in den 1980er- und 1990er-Jahren als Squashspieler aktiv. Im Mai 1984 erreichte er mit Rang 47 seine höchste Platzierung in der Weltrangliste. Mit der ägyptischen Nationalmannschaft nahm er 1983, 1987, 1989, 1991 und 1993 an der Weltmeisterschaft teil. 1983 und 1991 gelang der Mannschaft jeweils der Halbfinaleinzug und ein abschließender vierter Platz. Zwischen 1982 und 1989 stand er fünfmal im Hauptfeld der Weltmeisterschaft im Einzel. 1987 erreichte er mit dem Einzug in die dritte Runde, in der er gegen Tristan Nancarrow in fünf Sätzen verlor, sein bestes Resultat.